# Ebisu (divinità)

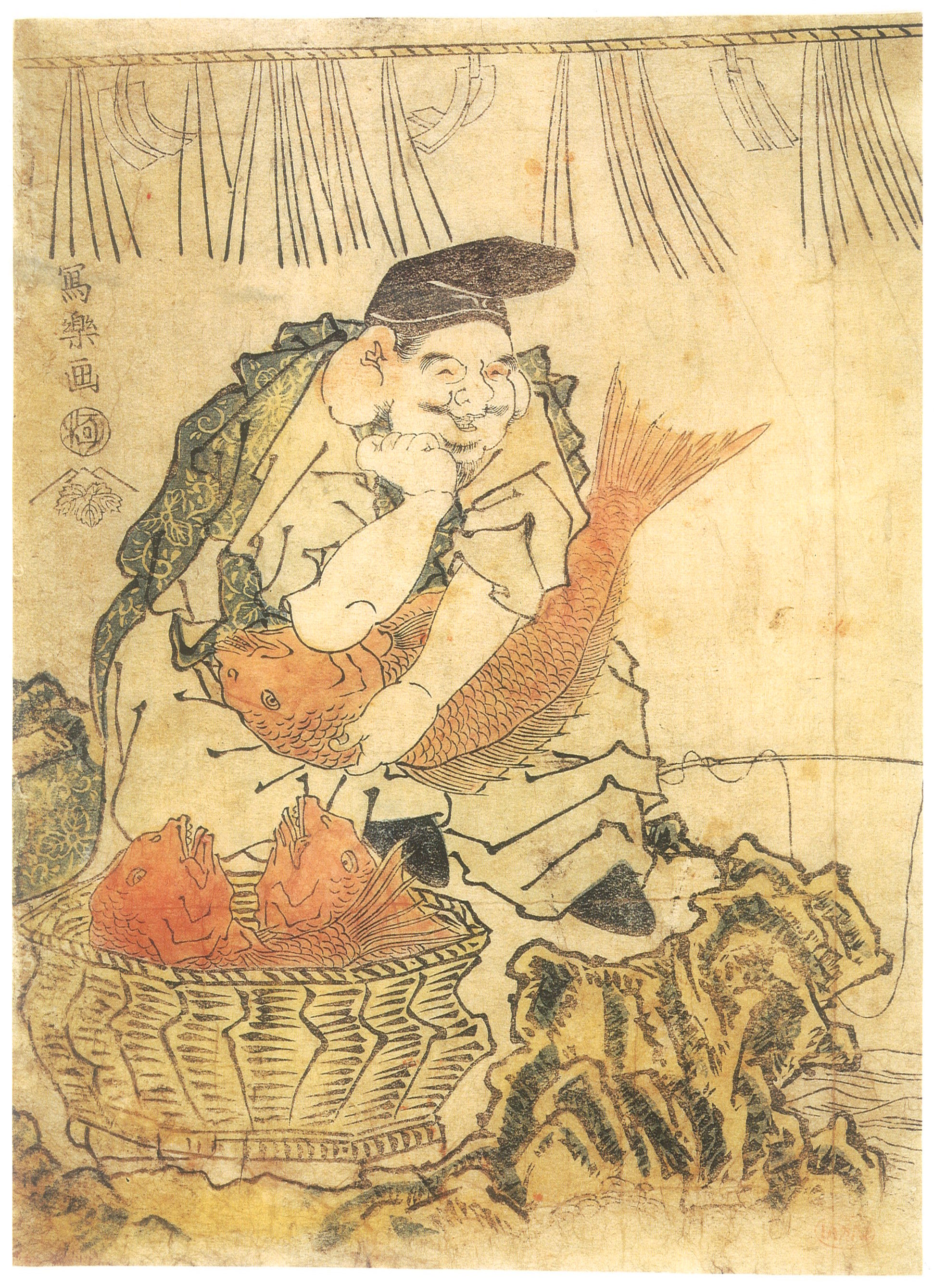
Ebisu con le sue carpe, Ukiyo-e, 1794

Ebisu (恵比須, 恵比寿, 夷, 戎), talvolta trascritto come Webisu, chiamato anche Hiruko (蛭子) oppure Kotoshiro-nushi-no-kami (事代主神), è il dio giapponese della pesca, dell'abbondanza, del commercio e dei lavori manuali, nonché il guardiano della salute dei bambini piccoli. È una delle Sette Divinità della Fortuna (七福神, Shichifukujin) ed il solo dei sette che ha origine giapponese.

## Venerazione
Ebisu è una delle divinità maggiormente venerate in tutto il Giappone, in particolar modo dall'industria del pesce e dai villaggi di mare.  Tradizionalmente raffigurato sotto forma di Ebisu Saburō, il kami ("divinità") indossa vestiti da campo o da pescatore e porta un alto cappello — il Kazaori Eboshi (風折烏帽子). In una mano tiene una canna da pesca e sotto l'altro braccio tiene un grosso tai (pesce simile all'orata). Qualche volta Ebisu viene rappresentato mentre tiene la sua canna da pesca con entrambe le mani e tira su un grosso pesce impigliato all'amo. Le meduse vengono anche associate al dio.
La festa di Ebisu viene celebrata il ventesimo giorno del decimo mese, Kannazuki (il mese senza dei). Quando gli altri otto milioni di divinità del pantheon giapponese si riuniscono al Santuario di Izumo, Ebisu non sente il richiamo ed è sempre disponibile per il culto. Ebisu è spesso appaiato con Daikokuten, un altro dei Sette Dei della Fortuna, in certe versioni del mito sono padre e figlio (o maestro e allievo), questi due sono anche spesso associati a Fukurokuju e visti come i "Tre Dei della Fortuna".

## Hiruko e la leggenda di Ebisu
Una versione della storia di Ebisu racconta che egli era originariamente chiamato Hiruko, che significa "bambino sanguisuga". Fu il primo figlio di Izanagi e di Izanami, nato senza ossa (in alcune storie viene raccontato che non aveva né braccia né gambe) a causa di una trasgressione al rituale matrimoniale fatta da sua madre. Hiruko dovette lottare per sopravvivere e, siccome non poteva stare in piedi, fu mandato nel mare su una barca di giunchi prima del suo terzo compleanno. Il mare lo gettò a riva — su Ezo (蝦夷, l'antico Hokkaidō) — e fu raccolto e curato dall'Ainu Ebisu Saburo (戎三郎). Il bambino debole superò molte prove, gli crebbero le gambe (e anche il resto dello scheletro) a tre anni e divenne il dio Ebisu. Rimase leggermente disabile e anche un po' sordo, ma il suo carattere allegro gli fu di buon augurio (viene anche chiamato "Il Dio Ridente").
L'identificazione di Ebisu con Hiruko sarebbe secondo alcuni testi un errore, in quanto Ebisu viene considerato il kami di Ikki, mentre Hiruko è il fratello minore della dea del sole Amaterasu Ōmikami. L'identificazione con Hiruko, inoltre, è rafforzata dalla lettura molto flessibile dei caratteri di "Hiruko" per "Ebisu", oppure, scrivendo la parola "Ebisu" utilizzando i caratteri di "Hiruko". È molto comune che questi due kami vengano confusi tra loro: a Nishinomiya, infatti, il kami del santuario viene venerato dai devoti sia con il nome di Ebisu che con quello di Hiruko.
Secondo alcune teorie il motivo per cui questi due kami vengono confusi lo si può rintracciare nei primordi della civiltà giapponese. Prima delle conquiste dell'imperatore Jimmu e dell'instaurazione dell'impero del Giappone, l'arcipelago giapponese era abitato da una razza barbarica che aveva molto in comune con quella che ancora oggi occupa le isole di Yazo e Tarakai. Queste popolazioni venivano generalmente conosciute come Ebisu o Emisu, che significava "barbaro". L'imperatore Jimmu, che per conquistare l'arcipelago giapponese aveva iniziato la sua campagna dall'isola del Kyūshū, giunse nella provincia di Settsu dove combatté e sconfisse gli abitanti, i Nagasume Hiko, chiamati anche Ebisu. Egli li sottomise e li pose sotto il suo controllo ed essi si mescolarono con gli invasori. L'origine di tale confusione fra i due kami è dovuta quindi alla sovrapposizione dei due nomi: Ebisu indicava le popolazioni di Settsu, che adoravano Hiruko no mikoto, la divinità reietta che, stando a quanto è riportato nel Nihongi, sarebbe giunta nelle loro terre.